# Nantes Atlantique repülőtér
A Nantes Atlantique repülőtér (IATA: NTE, ICAO: LFRS) egy nemzetközi repülőtér Franciaországban, Nantes közelében. Éves utasforgalma 5 800 372 fő (2022).

## Futópályák
A repülőtér futópályái:
- 03/21 (2900 m, 45 m, aszfaltbeton)

## Forgalom
Az utasforgalom az elmúlt években az alábbi módon változott:
| Utasok száma | 469 000 | 996 000 | 939 000 | 1 293 000 | 1 878 720 | 2 071 848 | 2 560 348 | 3 834 902 | 6 199 000 | 5 800 372 |
|              | 1980    | 1987    | 1992    | 1996      | 2000      | 2005      | 2009      | 2013      | 2018      | 2022      |

## Légitársaságok és úticélok
| Légitársaság                  | Célállomások |
| ----------------------------- | --- |
| Aegean Airlines               | Szezonális: Athén, Heraklion |
| Aer Lingus                    | Szezonális: Dublin |
| Air Cairo                     | Szezonális: Luxor |
| Air France                    | Lyon, Párizs-Charles de Gaulle repülőtér Szezonális: Figari |
| Air Montenegro                | Szezonális: Podgorica |
| Air Transat                   | Szezonális: Montréal–Trudeau nemzetközi repülőtér |
| Chalair Aviation              | Toulouse |
| Corsair International         | Szezonális: Fort-de-France |
| easyJet                       | Agadir, Basel/Mulhouse, Genf, Lille, Lisszabon, London–Gatwick, Lyon, Marrákes, Milánó–Malpensa, Nizza, Porto, Róma–Fiumicino, Tenerife–South, Toulouse Szezonális: Ajaccio, Bari, Bastia, Birmingham, Bristol, Catania, Dubrovnik, Faro, Figari, Heraklion, Ibiza, Olbia |
| FlyEgypt                      | Szezonális: Hurghada |
| Iberia                        | Madrid |
| KLM                           | Amszterdam |
| Lufthansa                     | Frankfurt |
| Nouvelair                     | Dzserba, Tunisz Szezonális: Monasztir |
| Royal Air Maroc               | Casablanca |
| Ryanair                       | Agadir, Charleroi (2023 május 4-től), Dublin, Edinburgh, Fez, London–Stansted, Málta, Manchester, Marseille, Sevilla, Valencia |
| Sky Express                   | Szezonális: Heraklion |
| SunExpress                    | Szezonális: İzmir |
| Swiss International Air Lines | Zürich |
| Tassili Airlines              | Algír |
| Transavia                     | Agadir, Algír, Casablanca, Dzserba, Faro, Funchal, Isztambul, Lisszabon, Marrákes, Marseille, Monasztir, Montpellier, Nizza, Orán, Oujda, Porto, Róma–Fiumicino, Toulouse, Tunisz, Velence Szezonális: Ajaccio, Athén, Bari, Bastia, Budapest, Calvi, Dakar–Diass, Dubrovnik, Fez, Figari, Fuerteventura, Heraklion, Menorca, Palermo, Palma de Mallorca, Reykjavík–Keflavík, Rodosz, Szantorini, Split, Toulon |
| Tunisair                      | Dzserba, Tunisz |
| Volotea                       | Athén, Barcelona, Fuerteventura, Gran Canaria, Lanzarote, Lille, Lyon, Madrid, Montpellier, Nizza, Prága, Strasbourg, Tenerife–South, Toulouse, Velence, Bécs Szezonális: Ajaccio, Alicante, Bastia, Bergamo (2023 április 13-tól), Brindisi, Cagliari, Calvi, Catania (2023 május 26-tól), Koppenhága (2023 március 31-től), Korfu, Dubrovnik, Faro, Figari, Firenze (2023 április 13-tól), Heraklion, Málaga, Menorca, Mikonosz, Nápoly, Olbia, Palermo, Palma de Mallorca, Perpignan, Pisa, Rodosz (2023 április 15-től), Róma–Fiumicino, Szantorini, Split, Tanger, Várna, Zákinthosz |
| Vueling                       | Barcelona, Málaga Szezonális: Palma de Mallorca, Sevilla |